# Dana Carvey
Dana Thomas Carvey (Missoula, 2 juni 1955) is een Amerikaans stand-upkomiek en acteur. Hij won in 1993 een Emmy Award voor zijn optredens in Saturday Night Live (SNL), nadat hij sinds 1989 zes keer daarvoor werd genomineerd. Voor zijn aandeel in SNL kreeg hij ook drie jaar op rij (1989-91) een American Comedy Award. Carvey maakte zijn filmdebuut in de horrorfilm Halloween II met een klein naamloos rolletje als de assistent van een journalist.
Carvey behoorde van oktober 1986 tot en met februari 1993 tot de vaste cast van SNL en kwam daarna nog verschillende keren terug als gastspeler in en als presentator van het programma. Alles bij elkaar is hij in meer dan 130 afleveringen te zien. Daarnaast speelde Carvey in meer dan tien films. Zo bouwde hij zijn SNL-sketch rond typetje Garth Algar samen met de vertolker van het medepersonage Wayne Campbell (Mike Myers) uit tot de avondvullende film Wayne's World, waarin ze samen de hoofdrol spelen, evenals een jaar later in opvolger Wayne's World 2.
Carvey trouwde in 1983 met Paula Zwagerman, zijn tweede echtgenote. Samen met haar kreeg hij in 1991 zoon Dex en in 1993 zoon Thomas. Eerder was hij getrouwd met Leah Carvey (1979-80).

## Filmografie
*Exclusief televisiefilms
- The Master of Disguise (2002)
- Little Nicky (2000)
- The Shot (1996)
- Trapped in Paradise (1994)
- The Road to Wellville (1994)
- Clean Slate (1994)
- Wayne's World 2 (1993)
- Wayne's World (1992)
- Opportunity Knocks (1990)
- Moving (1988)
- Tough Guys (1986)
- Racing with the Moon (1984)
- This Is Spinal Tap (1984)
- Halloween II (1981)

## Televisieseries
*Exclusief eenmalige gastrollen
- Saturday Night Live - Verschillende (1986-2000, 133 afleveringen)
- LateLine - Senator Crowl Pickens (1998-1999, twee afleveringen)
- Blue Thunder - Clinton 'JAFO' Wonderlove (1984, elf afleveringen)
- One of the Boys - Adam Shields (1982, dertien afleveringen)

- Biblioteca Nacional de España: XX1085161
- Bibliothèque nationale de France: cb14162292n (data)
- Gemeinsame Normdatei: 1146989873
- International Standard Name Identifier: 0000 0000 5926 364X
- Library of Congress Control Number: no00044343
- MusicBrainz: 082b2fee-bb2b-4c22-bf78-967c74d8d255
- Nationale Bibliotheek van Israël: 987007455096605171
- SNAC: w6m93n9j
- Virtual International Authority File: 61755725
- WorldCat: E39PBJxRDH4cFtCCjJX9tmBpT3